# Maria di Nazaret (miniserie televisiva)
Maria di Nazaret è una miniserie televisiva italiana, tedesca e spagnola in due puntate trasmessa su Rai 1 il 1º e il 2 aprile 2012, basata sui quattro Vangeli canonici (ossia quelli di Luca, Marco, Matteo e Giovanni) e diretta da Giacomo Campiotti.

## Trama

### Prima puntata
- Ascolti Italia: telespettatori 7 163 000 – share 25,26%[1].

### Seconda puntata
- Ascolti Italia: telespettatori 8 464 000 – share 29,53%[2].

## Produzione
La miniserie è incentrata sulla storia di Maria di Nazaret intrecciata a quella di Maria Maddalena. Da sfondo alla fiction troviamo la Palestina di 2000 anni fa. Si mettono dunque a confronto due donne diverse ma accomunate dall'amore per Gesù: Maria, senza peccato, da cui tutto ha avuto inizio, e Maddalena, la donna dei sette demoni che per prima vedrà risorto Gesù. La storia trattata dallo sceneggiato ha inizio con l'Annunciazione. Data la scarsità di fonti canoniche a cui rifarsi onde ricostruire vita e pensieri della protagonista, il regista Giacomo Campiotti e lo sceneggiatore Francesco Arlanch hanno dovuto prendersi ampie libertà narrative, pur mantenendosi fedeli a quella che è l'immagine che la Chiesa, o anche soltanto il sentire popolare, hanno attribuito alla madre di Gesù. Maria è infatti una donna dolce, sensibile, generosa, ma non per questo priva di determinazione o di forza. Nell'immaginazione degli autori, Maria è inoltre unita da una salda amicizia con Maddalena, quella stessa Maddalena che tutti ricordano per essere scampata alla lapidazione per adulterio grazie all'intervento di Gesù, e che dopo quell'episodio ne divenne una delle più fedeli seguaci. Le strade delle due ragazze sono destinate, come prevedibile, a separarsi presto: l'una dovrà affrontare le responsabilità della maternità e del matrimonio con un Giuseppe ben più riluttante di quello della tradizione, l'altra accetterà le lusinghe della vita di corte e entrerà nel seguito della perfida Erodiade. Le vicende familiari di Maria, le sue ansie di madre e di moglie, si intrecciano quindi con la storia del popolo di Israele e del suo tentativo di emancipazione dal giogo romano, costantemente frustrato dai sotterfugi della bella regina, di cui Maddalena diventerà presto un passivo quanto efficace strumento.
La miniserie è stata prodotta da Rai Fiction e Lux Vide insieme alle tedesche Bayerischer Rundfunk, Tellux-Film e Beta Film, e alla spagnola Telecinco Cinema.